# Eneco Tour 2012
8. edycja Eneco Tour odbyła się w dniach 6 - 12 sierpnia 2012 roku. Trasa tego siedmioetapowego wyścigu kolarskiego liczyła 1002,1 km ze startem w Waalwijk i metą w Geraardsbergen.

## Uczestnicy
| Numery  | Kod | Drużyna                     |
| ------- | --- | --------------------------- |
| 1-8     | SKY | Sky Procycling              |
| 11-18   | STB | Team Saxo Bank-Tinkoff Bank |
| 21-28   | OPQ | Omega Pharma-Quick Step     |
| 31-38   | RAB | Rabobank Cycling Team       |
| 41-48   | BMC | BMC Racing Team             |
| 51-58   | VCD | Vacansoleil-DCM             |
| 61-68   | LTB | Lotto-Belisol               |
| 71-78   | RNT | RadioShack-Nissan           |
| 81-88   | AST | Pro Team Astana             |
| 91-98   | KAT | Team Katusha                |
| 101-108 | GRS | Garmin-Sharp                |

| Numery  | Kod | Drużyna                       |
| ------- | --- | ----------------------------- |
| 111-118 | ARG | Argos-Shimano                 |
| 121-128 | LAM | Lampre-ISD                    |
| 131-138 | OGE | Orica-GreenEDGE               |
| 141-148 | LIQ | Liquigas-Cannondale           |
| 151-158 | MOV | Movistar Team                 |
| 161-168 | ALM | Ag2r-La Mondiale              |
| 171-178 | EUS | Euskaltel-Euskadi             |
| 181-188 | FDJ | FDJ-BigMat                    |
| 191-198 | TSV | Topsport Vlaanderen-Mercator  |
| 201-208 | ACC | Accent.jobs-Willems Veranda's |

## Przebieg trasy
| Etap | Data        | Trasa                     | Dystans  | Typ | Typ                        | Zwycięzca         | Lider           |
| ---- | ----------- | ------------------------- | -------- | --- | -------------------------- | ----------------- | --------------- |
| 1    | 6 sierpnia  | Waalwijk > Middelburg     | 203,9 km |     | płaski                     | Marcel Kittel     | Marcel Kittel   |
| 2    | 7 sierpnia  | Sittard > Sittard         | 18,9 km  |     | jazda drużynowa na czas    | Orica-GreenEDGE   | Jens Keukeleire |
| 3    | 8 sierpnia  | Riemst > Genk             | 181,8 km |     | płaski                     | Theo Bos          | Jens Keukeleire |
| 4    | 9 sierpnia  | Heers > Bergen op Zoom    | 215,9 km |     | płaski                     | Marcel Kittel     | Tom Boonen      |
| 5    | 10 sierpnia | Hoogerheide > Aalter      | 184,6 km |     | płaski                     | Giacomo Nizzolo   | Tom Boonen      |
| 6    | 11 sierpnia | Ardooie > Ardooie         | 17,4 km  |     | jazda indywidualna na czas | Svein Tuft        | Svein Tuft      |
| 7    | 12 sierpnia | Maldegem > Geraardsbergen | 199,6km  |     | płaski                     | Alessandro Ballan | Lars Boom       |

## Liderzy klasyfikacji po etapach
| Etap                 | Zwycięzca            | Klasyfikacja generalna | Klasyfikacja punktowa | Klasyfikacja kombinowana | Klasyfikacja drużynowa  |
| -------------------- | -------------------- | ---------------------- | --------------------- | ------------------------ | ----------------------- |
| 1                    | Marcel Kittel        | Marcel Kittel          | Marcel Kittel         | Pablo Urtasun            | BMC Racing Team         |
| 2                    | Orica-GreenEDGE      | Jens Keukeleire        | Marcel Kittel         | Pablo Urtasun            | Orica-GreenEDGE         |
| 3                    | Theo Bos             | Jens Keukeleire        | Heinrich Haussler     | Laurens De Vreese        | Orica-GreenEDGE         |
| 4                    | Marcel Kittel        | Tom Boonen             | Marcel Kittel         | Laurens De Vreese        | Orica-GreenEDGE         |
| 5                    | Giacomo Nizzolo      | Tom Boonen             | Giacomo Nizzolo       | Laurens De Vreese        | Orica-GreenEDGE         |
| 6                    | Svein Tuft           | Svein Tuft             | Giacomo Nizzolo       | Laurens De Vreese        | Orica-GreenEDGE         |
| 7                    | Alessandro Ballan    | Lars Boom              | Giacomo Nizzolo       | Laurens De Vreese        | Omega Pharma-Quick Step |
| Klasyfikacje końcowe | Klasyfikacje końcowe | Lars Boom              | Giacomo Nizzolo       | Laurens De Vreese        | Omega Pharma-Quick Step |

## Klasyfikacje
|    | Zawodnik             | Zespół                      | Czas        |
| -- | -------------------- | --------------------------- | ----------- |
| 1  | Lars Boom            | Rabobank Cycling Team       | 24h 51′ 13″ |
| 2  | Sylvain Chavanel     | Omega Pharma-Quick Step     | + 26"       |
| 3  | Niki Terpstra        | Omega Pharma-Quick Step     | + 49"       |
| 4  | Alberto Contador     | Team Saxo Bank-Tinkoff Bank | + 55"       |
| 5  | Luke Durbridge       | Orica-GreenEDGE             | + 55"       |
| 6  | Jonathan Castroviejo | Movistar Team               | + 58"       |
| 7  | Svein Tuft           | Orica-GreenEDGE             | + 1' 00"    |
| 8  | Michał Kwiatkowski   | Omega Pharma-Quick Step     | + 1' 05"    |
| 9  | Sebastian Langeveld  | Orica-GreenEDGE             | + 1' 07"    |
| 10 | Jan Bakelants        | RadioShack-Nissan           | + 1' 13"    |

|    | Zawodnik               | Zespół                       | Punkty |
| -- | ---------------------- | ---------------------------- | ------ |
| 1  | Giacomo Nizzolo        | RadioShack-Nissan            | 62     |
| 2  | Heinrich Haussler      | Garmin-Sharp                 | 56     |
| 3  | Lars Boom              | Rabobank Cycling Team        | 50     |
| 4  | Jurgen Roelandts       | Lotto-Belisol                | 50     |
| 5  | Taylor Phinney         | BMC Racing Team              | 47     |
| 6  | Francisco José Ventoso | Movistar Team                | 45     |
| 7  | Arnaud Demare          | FDJ-BigMat                   | 44     |
| 8  | Alexander Kristoff     | Team Katusha                 | 43     |
| 9  | Tom Boonen             | Omega Pharma-Quick Step      | 41     |
| 10 | Laurens De Vreese      | Topsport Vlaanderen-Mercator | 37     |

### Klasyfikacja kombinowana
|    | Zawodnik             | Zespół                        | Punkty |
| -- | -------------------- | ----------------------------- | ------ |
| 1  | Laurens De Vreese    | Topsport Vlaanderen-Mercator  | 58     |
| 2  | Pablo Urtasun        | Euskaltel-Euskadi             | 27     |
| 3  | Gert Dockx           | Lotto-Belisol                 | 25     |
| 4  | Sjef De Wilde        | Accent.jobs-Willems Veranda's | 22     |
| 5  | James Vanlandschoot  | Accent.jobs-Willems Veranda's | 20     |
| 6  | Adrian Saez          | Euskaltel-Euskadi             | 17     |
| 7  | Greg Van Avermaet    | BMC Racing Team               | 16     |
| 8  | Maarten Neyens       | Lotto-Belisol                 | 12     |
| 9  | Arnoud Van Groen     | Accent.jobs-Willems Veranda's | 11     |
| 10 | Ramūnas Navardauskas | Garmin-Sharp                  | 10     |